# Street Ready
Street Ready — третий студийный альбом американской хэви-метал группы Leatherwolf. Выпущен в апреле 1989 года на лейбле Island Records. Аналогично предыдущему, первое официальное переиздание данного альбома на CD вышло только в 2002 году.

## Об альбоме
В отличие от предыдущих работ коллектива, где песни писались сообща всеми участниками группы, в данном альбоме большинство композиций написаны одним из гитаристов, Джеффом Гайером (как музыка, так и тексты).
Альбом продюсировал Кевин Бимиш, ранее работавший с известной британской группой Saxon.
В американском Billboard данный альбом занял 123 место и продержался в чартах 8 недель. На композицию «Hideaway» был снят видеоклип.

## Список композиций
| №   | Название              | Текст песни                           | Музыка           | Длительность |
| --- | --------------------- | ------------------------------------- | ---------------- | ------------ |
| 1.  | «Wicked Ways»         | Гайер                                 | Гайер, Оливьери  | 6:03         |
| 2.  | «Street Ready»        | Хоу, Оливьери                         | Хоу              | 3:05         |
| 3.  | «Hideaway»            | Хоу, Оливьери                         | Оливьери, Кармен | 3:56         |
| 4.  | «Take a Chance»       | Хоу, Робертс, Гайер, Оливьери, Кармен | Гайер            | 3:10         |
| 5.  | «Black Knight»        | инструментал                          | Гайер, Оливьери  | 2:58         |
| 6.  | «Thunder»             | Гайер                                 | Оливьери         | 3:47         |
| 7.  | «The Way I Feel»      | Хоу, Гайер                            | Гайер            | 4:54         |
| 8.  | «Too Much»            | Хоу, Робертс, Гайер, Оливьери, Кармен | Гайер            | 3:34         |
| 9.  | «Lonely Road»         | Бимиш, Оливьери                       | Хоу, Гайер       | 3:44         |
| 10. | «Spirits in the Wind» | Хоу, Робертс, Гайер, Оливьери, Кармен | Гайер            | 5:05         |

Бонус-трек на CD-издании 2002 года
| №   | Название              | Длительность |
| --- | --------------------- | ------------ |
| 11. | «Tools of Discipline» | 5:10         |
| 12. | «Black Jack»          | 4:26         |

## Участники записи
- Майкл Оливьери — вокал, гитара;
- Кери Хоу — электрогитара;
- Джефф Гайер — электрогитара;
- Пол Кармен — бас-гитара;
- Дин Робертс — ударные.

Технический персонал
- Кевин Бимиш — продюсер;
- Михаэль Вагенер — миксинг;
- Джордж Марино — мастеринг; R.I.P. 04.06.2012
- Брюс Баррис — продюсер;
- Рой Свитинг — звукоинженер;
- Деннис Кили — фотограф.